# Pinus serotina
Pinus serotina là một loài cây lá kim sống ở mạn đông nam của đồng bằng ven biển Đại Tây Dương, từ New Jersey về phía nam tới Florida và về phía tây đến Alabama. Loài thông này hay có dáng mọc cong, có thể đạt đến chiều cao 21 mét (69 ft), và trong trường hợp hiếm đến 29 mét (95 ft).
Loài này thường sống ở môi trường ẩm ướt, gần ao, vịnh, đầm, hay pocosin.